# Gai (Orenburg)
Gai - Гай (rus) és una ciutat de l'óblast d'Orenburg, a Rússia. Es troba al sud dels Urals, a 32 km al nord de Novotroïtsk, a 235 km a l'est d'Orenburg i a 450 km al sud-est de Moscou.

## Història
Gaï fou creat el 1959 com una vila industrial. Aconseguí l'estatus de possiólok (poble) el 1965 i el de ciutat el 1979.